# Приштина
Приштина је градско насеље и седиште истоимене територијалне јединице у Србији. Административни је центар Косова и Метохије и Косовског управног округа. Према попису из 2024. било је 143.469 становника, што је чини петим насељем по броју становника у Србији. Налази се у непосредној близини планине Гољак, на североистоку Косова.
Насељено људима од праисторије, подручје Приштине је било дом неколико илирских народа. Дардански краљ Бардил окупио је разна племена у 4. веку п. н. е. и успоставио Краљевину Дарданију. Наслеђе класичног доба представља насеље Улпијана, које се сматрало једним од најутицајнијих римских градова на Балканском полуострву. Након поделе Римског царства, ова област је између 5. и 9. века била део Византије. Средином 9. века уступљена је Првом бугарском царству, пре него је почетком 11. века поново пала под окупацију Византије, а затим крајем 11. века постала део Другог бугарског царства.
Касније у средњем веку, Приштина је била важан град у средњовековној Србији и краљевски посед српских краљева. Након што је Османско царство освојило српске земље, Приштина је постала значајан рударски и трговински центар због свог стратешког положаја у близини богатог рударског града Новог Брда. Град је био познат по пијацама и предметима којима се тргује, као што су козја кожа и длака, поред барута. Од 2008. Приштина служи и као главни град Републике Косово, противно Уставу Србије и Резолуцији Савета безбедности УН 1244.
Приштина је привредни, финансијски, политички и трговински центар Косова и Метохије, највише захваљујући свом положају. Такође је једно од најважнијих транспортних чворишта у Србији за ваздушни, железнички и друмски саобраћај. Аеродром Приштина је међу највећима у региону. Низ брзих пруга и аутопутева повезују град са суседном Албанијом и Северном Македонијом. Приштина ће бити домаћин Медитеранских игара 2030.

## Етимологија
Порекло имена града је непознато. Не зна се тачно када је Приштина усвојила ово име, али се у српским изворима први пут помиње у 13. веку. Верује се да име води порекло од болести црни пришт (антракс) од које је умрло пола становника и стоке из те области.
Поједини сматрају да је Приштина добила име по реци Приштевки на којој се налази. Мишљења су да се зато за становника Приштине каже Приштевац, а не Приштинац. Река је добила име у доба краља Стефана Милутина када је исти дао наредбу да се на поменутој реци направи карантин, први у то време, за све путнике са југа који су долазили у Краљевину Србију а заражени су црним приштом.
Бранислав Нушић је у свом путопису Косово — опис земље и народа из 1902. написао: „Старо је име Приштини Вицианум, ако је та важна станица на римскоме војничком друму лежала на месту на коме је данашња Приштина, јер има писаца (Хан) који према правцима старих римских путева, мисле да је Вицианум био на месту на коме је отприлике данашње село Чаглавица. По Пуквиљу, који се на Лукарија позива, Приштина се некад звала Преславо. Данашње име Приштину има их које изводе из речи пришт јер се, веле, расприштила насред равнице а међутим Приштина и није насред равнице већ се збила међу огранке околних брда. У Приштини самој веле да се ова некад звала Збирштина, што би означавало место где се збира, па од тога после постало Приштина.”
Ернст Ајхлер увидео је везу са царем Примусом Јустинијаном за кога се сматра да је саградио град, док термин „Приштина” види као назив који је настао од његовог имена.

## Географија
Приштина се простире преко Лабског и Косова поља до планине Гољак на североистоку Косова. Водене површине обухватају Грачаничко и Батлавско језеро, као и реку Лаб. Парк Грмија лежи на истоку Приштине и простире се на северу од села Лукаре и Којловица до југа код села Бадовац.
Приштина је једно од урбаних подручја са највећом несташицом воде на Косову и Метохији. Њено становништво мора да се носи са свакодневним ограничењима воде због недостатка кише и снежних падавина, због чега је градско водоснабдевање у ужасном стању. Два главна резервоара за водоснабдевање су Батлавско и Грачаничко језеро. Међутим, постоје многи проблеми са ова два резервоара који збрињавају 92% становништва Приштине. Због ових проблема, власти су појачале свој труд да поправе ситуацију и да се постарају да овакве кризе више не погоде град.

### Клима
Према Кепеновој класификацији климе, Приштина спада под периферију океанске климатске зоне са просечном годишњом температуром од 10,6 °C. Најтоплији месец је август са просечном температуром која достиже 21,8 °C, док је најхладнији јануар са просечном температуром која иде до −0,6 °C. Приштина има умерену климу са просечно 2909,69 сунчаних сати годишње. Јул је најсунчанији месец у години са просечно око 11,5 сунчаних сати дневно, а за разлику од њега, просечни сунчани сати су мањи од 4,5 сати дневно у јануару.
| Клима Приштине               | Клима Приштине | Клима Приштине | Клима Приштине | Клима Приштине | Клима Приштине | Клима Приштине | Клима Приштине | Клима Приштине | Клима Приштине | Клима Приштине | Клима Приштине | Клима Приштине | Клима Приштине |
| Показатељ \ Месец            | .Јан.          | .Феб.          | .Мар.          | .Апр.          | .Мај.          | .Јун.          | .Јул.          | .Авг.          | .Сеп.          | .Окт.          | .Нов.          | .Дец.          | .Год.          |
| ---------------------------- | -------------- | -------------- | -------------- | -------------- | -------------- | -------------- | -------------- | -------------- | -------------- | -------------- | -------------- | -------------- | -------------- |
| Максимум, °C (°F)            | 3,3 (37,9)     | 5,4 (41,7)     | 10,1 (50,2)    | 15,3 (59,5)    | 19,8 (67,6)    | 24,1 (75,4)    | 26,8 (80,2)    | 27,4 (81,3)    | 21,6 (70,9)    | 16,2 (61,2)    | 10,3 (50,5)    | 4,4 (39,9)     | 15,39 (59,69)  |
| Просек, °C (°F)              | −0,6 (30,9)    | 1,1 (34)       | 5,1 (41,2)     | 10,1 (50,2)    | 14,8 (58,6)    | 18,9 (66)      | 21,5 (70,7)    | 21,8 (71,2)    | 16,5 (61,7)    | 11,2 (52,2)    | 5,9 (42,6)     | 0,8 (33,4)     | 10,59 (51,06)  |
| Минимум, °C (°F)             | −3,7 (25,3)    | −2,5 (27,5)    | 0,6 (33,1)     | 4,9 (40,8)     | 9,7 (49,5)     | 13,8 (56,8)    | 16,1 (61)      | 16,3 (61,3)    | 11,8 (53,2)    | 7 (45)         | 2,5 (36,5)     | −2 (28)        | 6,21 (43,17)   |
| Количина падавина, mm (in)   | 47 (1,85)      | 45 (1,77)      | 62 (2,44)      | 73 (2,87)      | 80 (3,15)      | 67 (2,64)      | 54 (2,13)      | 40 (1,57)      | 49 (1,93)      | 48 (1,89)      | 50 (1,97)      | 60 (2,36)      | 675 (26,57)    |
| Дани са падавинама           | 7              | 6              | 8              | 9              | 10             | 9              | 7              | 6              | 6              | 6              | 7              | 8              | 89             |
| Сунчани сати — дневни просек | 4,7            | 5,3            | 7,1            | 9,1            | 10,1           | 11,2           | 11,5           | 11,0           | 8,6            | 6,7            | 5,7            | 4,5            | 7,96           |
| Извор:                       |                |                |                |                |                |                |                |                |                |                |                |                |                |

| Клима Приштине (1961—1990)                       | Клима Приштине (1961—1990) | Клима Приштине (1961—1990) | Клима Приштине (1961—1990) | Клима Приштине (1961—1990) | Клима Приштине (1961—1990) | Клима Приштине (1961—1990) | Клима Приштине (1961—1990) | Клима Приштине (1961—1990) | Клима Приштине (1961—1990) | Клима Приштине (1961—1990) | Клима Приштине (1961—1990) | Клима Приштине (1961—1990) | Клима Приштине (1961—1990) |
| Показатељ \ Месец                                | .Јан.                      | .Феб.                      | .Мар.                      | .Апр.                      | .Мај.                      | .Јун.                      | .Јул.                      | .Авг.                      | .Сеп.                      | .Окт.                      | .Нов.                      | .Дец.                      | .Год.                      |
| ------------------------------------------------ | -------------------------- | -------------------------- | -------------------------- | -------------------------- | -------------------------- | -------------------------- | -------------------------- | -------------------------- | -------------------------- | -------------------------- | -------------------------- | -------------------------- | -------------------------- |
| Апсолутни максимум, °C (°F)                      | 15,8 (60,4)                | 20,2 (68,4)                | 26,0 (78,8)                | 29,0 (84,2)                | 32,3 (90,1)                | 36,3 (97,3)                | 39,2 (102,6)               | 36,8 (98,2)                | 34,4 (93,9)                | 29,3 (84,7)                | 22,0 (71,6)                | 15,6 (60,1)                | 39,2 (102,6)               |
| Максимум, °C (°F)                                | 2,4 (36,3)                 | 5,5 (41,9)                 | 10,5 (50,9)                | 15,7 (60,3)                | 20,7 (69,3)                | 23,9 (75)                  | 26,4 (79,5)                | 26,7 (80,1)                | 23,1 (73,6)                | 17,1 (62,8)                | 10,1 (50,2)                | 4,1 (39,4)                 | 15,5 (59,9)                |
| Просек, °C (°F)                                  | −1,3 (29,7)                | 1,1 (34)                   | 5,0 (41)                   | 9,9 (49,8)                 | 14,7 (58,5)                | 17,8 (64)                  | 19,7 (67,5)                | 19,5 (67,1)                | 15,9 (60,6)                | 10,6 (51,1)                | 5,1 (41,2)                 | 0,4 (32,7)                 | 9,8 (49,6)                 |
| Минимум, °C (°F)                                 | −4,9 (23,2)                | −2,8 (27)                  | 0,2 (32,4)                 | 4,2 (39,6)                 | 8,5 (47,3)                 | 11,4 (52,5)                | 12,5 (54,5)                | 12,3 (54,1)                | 9,4 (48,9)                 | 5,0 (41)                   | 0,9 (33,6)                 | −3,1 (26,4)                | 4,4 (39,9)                 |
| Апсолутни минимум, °C (°F)                       | −27,2 (−17)                | −24,5 (−12,1)              | −14,2 (6,4)                | −5,3 (22,5)                | −1,8 (28,8)                | 0,5 (32,9)                 | 3,9 (39)                   | 4,4 (39,9)                 | −4,0 (24,8)                | −8,0 (17,6)                | −17,6 (0,3)                | −20,6 (−5,1)               | −27,2 (−17)                |
| Количина падавина, mm (in)                       | 38,9 (1,531)               | 36,1 (1,421)               | 38,8 (1,528)               | 48,8 (1,921)               | 68,2 (2,685)               | 60,3 (2,374)               | 51,6 (2,031)               | 44,0 (1,732)               | 42,1 (1,657)               | 45,4 (1,787)               | 68,2 (2,685)               | 55,5 (2,185)               | 597,9 (23,539)             |
| Дани са падавинама (≥ 0.1 mm)                    | 13,6                       | 12,3                       | 11,4                       | 12,1                       | 12,8                       | 11,9                       | 8,3                        | 7,9                        | 7,5                        | 8,6                        | 12,3                       | 14,5                       | 133,2                      |
| Дани са снегом                                   | 10,2                       | 8,3                        | 6,2                        | 1,5                        | 0,0                        | 0,0                        | 0,0                        | 0,0                        | 0,0                        | 0,5                        | 3,4                        | 8,1                        | 38,2                       |
| Релативна влажност, %                            | 83                         | 77                         | 70                         | 65                         | 67                         | 67                         | 63                         | 62                         | 68                         | 74                         | 80                         | 83                         | 71                         |
| Сунчани сати — месечни просек                    | 70,8                       | 96,0                       | 143,0                      | 184,0                      | 227,9                      | 246,3                      | 299,3                      | 289,6                      | 225,8                      | 173,5                      | 96,9                       | 70,2                       | 2.123,3                    |
| Извор: Републички хидрометеоролошки завод Србије |                            |                            |                            |                            |                            |                            |                            |                            |                            |                            |                            |                            |                            |

## Историја

### Праисторија и стари век
Подручје Приштине је од праисторије насељено људима неколико неолитских култура. Значајније културе које су настањивале ову област су Старчевачка, Винчанска, Бубањ-Хум и Баденска култура.
Област на којој се налази Приштина била је насељена дуги низ година. Налази ранијих култура пронађени су у насељима око Приштине — Предионица, Каљаја, Поље урни и Гладнице. У 4. веку п. н. е. краљ Бардил је окупио разна илирска племена и створио Краљевину Дарданију. Након што је Римско царство освојило Илирију 168. године п. н. е, Римљани су колонизовали и основали неколико градова у овој области.
Улпијана је била један од најзначајнијих римских градова на Балканском полуострву, док је у 2. веку п. н. е. постала је муниципијум. Године 518. град је претрпео огромну штету преузроковану земљотресом. За време Римљана насеље се звало Вицијанум, а под садашњим именом се спомиње од 13. века у српским изворима. Након поделе Римског царства, ова област је наредних векова била у власти Византије. Цар Јустинијан I је обновио град и преименовао га у „Јустинијана Секунда”, док је у 6. веку дошло до великих промена након доласка већег број Словена, односно Срба на Балкан. Средином 9. века град је уступљен Првом бугарском царству.

### Средњи век
Почетком 11. века, након пада под власт Византије, Приштина је била део провинције под називом Бугарска. Између 11. и средине 13. века више пута је била део Другог бугарског царства. Приштина пуни просперитет достиже у зрелом средњем веку када је била део Краљевине Србије и касније Српског царства, а њоме владали Стефан Милутин, Стефан Урош , Стефан Душан, Стефан Урош  и Вук Бранковић. Оближњи манастир Грачаница саграђен је 1321. године, у време владавине краља Милутина, док се данас налази на поседу истоименог насеља. Први историјски податак који помиње Приштину под овим именом долази из 1342. године, када ју је византијски цар Јован VI Кантакузин назвао „селом”.
Косовска битка, вођена 15. јуна 1389. године недалеко од Приштине, није много утицала на сам град, али је убијен велики број становништва уз кнеза Лазара Хребељановића. У близини Приштине подигнут је споменик на Газиместану (висок 25 m) који обележава место на коме је вођена Косовска битка. Ово је био један од најистакнутијих догађаја у историји Србије, који је касније покренуо косовски завет. Иако је српска војска остварила победу над Османлијама, она је само краткотрајно успела да заустави даље Османско освајање Балканског полуострва.
Прва џамија је изграђена крајем 14. века, док је област била под српском влашћу. Будући да се налази на путу између Дубровника и Цариграда, Приштина у 14. и 15. веку доживљава процват као трговински центар, захваљујући оближњем граду Ново Брдо, те рудницима Јањево и Трепча.
Османско царство први пут заузима Приштину 1396. године, али је заједно са делом земље Бранковића уступа Стефану Лазаревићу који је њоме владао све до 1402. године, када се измирио са својим рођацима и препустио им власт. На прелазу у 15. век, у време Српске деспотовине, Приштина је била позната по трговини сребром, са многим трговцима пореклом из Дубровачке републике. У каснијим сукобима између Бранковића и Лазаревића, трупе Краљевине Угарске су 1409. године спалиле Приштину. Падом Новог Брда 1441. године, Приштином су управљале Османлије, под чијом је власти била пуна четири и по века. Дефтер из 1487. године забележио је 412 хришћанских и 94 муслиманске породице у Приштини, која је у то време била административни део Вучитрнског санџака. За време Османлија, српске власти су у Приштини имале конзулат, у коме су извесно време радили Милан Ракић и Бранислав Нушић. У ово време, подручје Приштине било је подлежно великом процесу исламизације. Привредно слабљење града почело је 1448. године. Већ 1485. године локалне занатлије у Приштини почеле су са производњом барута.

### Нови век
Током Великог турског рата крајем 17. века, грађани Приштине под вођством католичког свештеника Петра Богданија обећали су лојалност аустријској војсци и снабдевали њене трупе. Богдани је уложио снаге од 6.000 бораца аустријској војсци која је стигла у Приштину. Под аустријском окупацијом, Царска џамија је накратко претворена у језуитску цркву. После аустријског пораза у јануару 1690. године, становници Приштине били су препуштени османским и татарским трупама које су се светиле локалном становништву као казну за сарадњу са Аустријанцима. Француски официр који је путовао у Приштину приметио је убрзо након тога „Приштина из даљине изгледала импресивно, али изблиза је била маса блатњавих улица и кућа од земље”.
Година 1874. била је прекретница. Исте године је почела са радом железничка пруга између Солуна и Косовске Митровице, која је имала велики утицај на привреду Приштине.
Године 1912. Краљевина Србија је током Првог балканског рата ослободила Приштину од вишевековне османлијске власти. У Првом светском рату, Аустроугарска, Немачка и Бугарска су окупирале Краљевину Србију, а већи део територије Косова и Метохије, укључујући и Приштину, био је под бугарском влашћу. Српска краљевска војска је након пробоја Солунског фронта ослободила Приштину 8. октобра 1918.

### Југославија и модернизација
Септембра 1920. Декрет о колонизацији нових јужних земаља омогућио је српским колонистима преузимање великих османских поседа у Приштини. У међуратном периоду дошло је до првог одласка албанског и турског говорног становништва. Између 1929. и 1941. године Приштина је била део Вардарске бановине која се налазила у склопу тадашње Краљевине Југославије. Град је погодила велика поплава 11. маја 1938. године.
Дана 17. априла 1941. окончан је Априлски рат који је означио почетак Другог светског рата у Југославији, а Краљевину Југославију су окупирале силе Осовине које су је поделиле међу собом. Бенито Мусолини је 29. јуна доделио територију Косова и Метохије Краљевини Албанији. Уследио је геноцид над Србима, као и одлазак десетина хиљада српског становништва са територије читаве Краљевине Југославије. Након капитулације Италије, Нацистичка Немачка је преузела контролу над градом и доделила га марионетској Великој Албанији. У мају 1944. године 281 локални Јевреј био је ухапшен у јединицама 21. СС брдске дивизије Скендербег, коју су чинили углавном муслимански Албанаци. Јевреји су касније депортовани у Немачку, где су многи убијени. Неколико преживелих јеврејских породица у Приштини на крају је отишло у Израел 1949. године. Након Другог светског рата и присилних миграција, број становника у Приштини пао је за 9.631.
Године 1945. основана је Демократска Федеративна Југославија, која је 1947. одлучила да Приштина постане административни центар Аутономне Косовско-метохијске Области, а тиме је отпочео период убрзаног развоја града и читавог региона. Уставом Југославије из 1963. АКМО је уздигнута на степен покрајине, поставши Аутономна Покрајина Косово и Метохија. Први Статут АПКиМ усвојен је 10. априла 1963. године. Покрајина је добила шира овлашћења у области судства, привреде и социјалне политике. Иако је тиме био остварен виши степен аутономије, албански део покрајинског руководства није био задовољан новим уставним решењима као ни самим именом, те је 1968. године оно промењено у Социјалистичка Аутономна Покрајина Косово, чиме је термин „Метохија” уклоњен из назива.
Као административни центар, Приштина је преузела велики део југословенских развојних фондова усмерених на Косово и Метохију. Тиме су се становништво и привреда брзо променили. Године 1966. у Приштини је било неколико асфалтираних путева, старе куће су имале текућу воду, али је колера и даље представљала проблем. Призрен је и даље био највећи град на Косову и Метохији. Огромна улагања у државне институције, као што је новоосновани Универзитет у Приштини, изградња нових стамбених блокова високих зграда и нова индустријска зона на периферији Приштине, привукла је велики број миграната, махом из суседне Албаније која је била неразвијена и политички изолована. Оснивањем Универзитета у Приштини је окончан дуг период када је институција вођена као испостава Универзитета у Београду. У року од једне деценије, доласком Албанаца, Приштина је скоро удвостручила становништво, са око 69.514 (1971) на 109.208 (1981).
Устав Југославије из 1974. изазвао је много контроверзи и касније довео до историјских последица, нарочито у Социјалистичкој Републици Србији. Њиме су покрајине у склопу СР Србије (САП Војводина и САП Косово) добиле овлашћења савезних република иако су званично биле део Србије. Ово је убрзо изазвало побуну дела албанског становништва, које је незадовољно овим овлашћењима, захтевало пуну независност за САП Косово.
Ово доба брзог раста прекинуто је након смрти Јосипа Броза Тита и побуне албанског становништва, која је кулминирала немирима на Косову 1981. Током Антибирократске револуције усвојени су амандмани на Устав Србије 1989. због којих је албанска заједница организовала штрајкове. Уставом Србије из 1990. покрајина добија свој претходни назив — Косово и Метохија, док обе покрајине у склопу Србије губе стечена овлашћења наметнута Уставом Југославије из 1974. године. У исто време, Приштина добија споменике посвећене српским великанима, те се почиње с изградњом Храма Христа Спаса који се нашао на мети напада муслиманског становништва, првенствено Албанаца.

### Рат на Косову и Метохији и скорашња историја
Након доласка Слободана Милошевића на власт и усвајања Устава из 1990, Србија је поново успоставила политичку контролу над својом јужном покрајином. Поред дотадашњих албанских сепаратистичких лидера и покрета, 1996. појавила се нова организација унутар албанског становништва, Ослободилачка војска Косова, која је покренула терористичке оружане акције против српских и југословенских снага безбедности. Оружане терористичке акције ОВК на Косову и Метохији започете 1995. ескалирале су убрзо у прави рат са Полицијом Србије, а касније и са Војском Југославије. Ово је изазвало реакцију западних НАТО чланица које су тражиле да Србија и СРЈ повуку своје безбедносне снаге са Косова и Метохије и да допусти миран улазак страних безбедносних трупа на целокупну своју територију. Након дефинитивног негативног одговора југословенске делегације, НАТО је покренуо ваздушну кампању бомбардовања СРЈ. Приштина је током рата била поштеђена великих разарања у поређењу са градовима као што су Ђаковица или Пећ. Међутим, због свог стратешког значаја, одређени број војних циљева погођен је током бомбардовања, укључујући пошту, полицијски штаб и војне касарне.
Прве трупе НАТО-а које су почетком јуна 1999. године ушле у Приштину биле су норвешке специјалне снаге и војници британске Специјалне ваздушне службе. Незаконито су заузимани поседи неалбанског становништва, а ромске четврти иза градског парка су запаљене. На крају рата, почињени су вишеструки злочини над Србима на Косову и Метохији од стране албанских екстремиста. Србе су убијале гомиле екстремиста само зато што су говорили српски у јавности или се изјашњавали као Срби. Насиље је достигло врхунац мартовским погромом 2004. године, док су албански екстремисти од краја рата до тада протерали више од 40.000 Срба из Приштине, односно преко 250.000 с читавог простора Косова и Метохије.
Као највећи град и седиште управе Уједињених нација (УНМИК), Приштина је имала велике користи од високе концентрације међународног особља са расположивим приходима и међународних организација са значајним буџетима. Многа средстава за обнову од донатора, међународних организација и албанске дијаспоре подстакла је привредни процват, али краткотрајан. Мноштво нових кафића, ресторана и приватних предузећа отворено је да задовољи потребу за почетком новог доба за Приштину.
Након што је Република Косово једнострано прогласила независност 2008. године, у Приштини су смештени органи власти — Влада и Скупштина Републике Косово. У новембру 2013. отворен је аутопут који спаја Приштину са Драчем, а 2019. град је аутопутем спојен и са Скопљем. Такође је тренутно у изградњи аутопут који би повезивао Приштину са Нишем, који великим делом финансира Европска унија у склопу Берлинског процеса.
Последњих година Приштина се истакла као домаћин манифестација које привлаче велики број посетилаца. Године 2022. у Приштини је одржано бенијале савремене уметности под називом Манифеста, док ће 2030. град бити домаћин спортског такмичења Медитеранске игре. Године 2023. отворен је и Prishtina Mall, који представља други највећи тржни центар у Србији, док је испред њега Galerija Belgrade.

## Становништво
Према попису из 2024. у граду Приштини било је 227.466 становника, што га чини најнасељенијим местом на Косову и Метохији. Такође је треће најгушће насељено место на Косову и Метохији. Становништво Приштине је знатно порасло након Другог светског рата услед велике и убрзане урбанизације, као и стицања статуса административног центра покрајине.

### Етничке групе
Према попису из 2024 године, у погледу етничке припадности, становнике града Приштине чинило је 98% Албанаца, 0,94% Турака, 0,34% Срба, 0,22% Рома, 0,19% Ашкалија и 0,16% Бошњака. Званични језици града Приштине су српски и албански језик, који су и најраспрострањенији међу грађанима Приштине, док су такође присутни и турски и ромски језик.
У раном средњем веку, Срби су били једини народ који је насељавао Приштину. Међутим, услед етничког чишћења и исламизације које су спроводили Османски Турци, њихов број је драстично опао, након чега су Албанци успоставили већину. Након рата на Косову и Метохији, етничка структура становништва Приштине значајно је измењена јер је град напустило око 40.000 Срба услед континуираних напада албанских екстремиста и бивших припадника терористичке Ослободилачке војске Косова. Међутим, услед материјалне помоћи Владе Републике Србије и српске дијаспоре, у попису из 2024. забележен је велики раст броја српског становништва у Приштини у поређењу са претходним пописом из 2011.

### Религија
Према попису из 2024. становништво града Приштине чинило је 91,46% муслимана, 1,02% католика, 0,36% православаца, 0,14% верника других религија, 1,82% нерелигиозних и 4,19% који су одбили да се изјасне. Србија је секуларна држава без службене религије. Слобода мисли, савести, уверења и веросиповести загарантована је Уставом Србије. Ислам и хришћанство су најраспрострањеније религије међу грађанима Приштине.
Пре османског освајања Балканског полуострва није било муслимана у Приштини. Међутим, због исламизације коју је спроводило Османско царство, као и наметања џизије немуслиманском становништву, Албанци су масовно прихватали ислам, док су Срби остали верни Српској православној цркви због чега су били прогоњени. Услед тога, данас је све израженија верска конверзија Албанаца из ислама у хришћанство, у намери да се приближе паневропском идентитету.

## Привреда
Приштина представља срце привреде Косова и Метохије и од виталног је значаја за стабилност покрајине. Терцијарни сектор је најважнији за привреду града и запошљава више од 75% радне снаге Приштине. 20% радно способног становништва чини секундарни сектор, а следи примарни сектор са само 5%.
Приштина је примарна туристичка дестинација на Косову и Метохији. Позната је као универзитетски град, а прима студенате из суседних земаља као што су Албанија, Северна Македонија и Црна Гора. Туризам у Приштини је 2012. године привукао око 100.000 страних посетилаца, што представља 74,2% туризма читавог Косова и Метохије. Највише страних туриста долази из Албаније, Турске, Немачке, Сједињених Америчких Држава, Словеније, Црне Горе и Северне Македоније, а сваке године расте број посетилаца и из других земаља.
Има велики број луксузних хотела, модерних ресторана, барова, пабова и веома великих ноћних клубова, док је највише позната по великом броју кафе-барова. Највећи хотели су Swiss Diamond и Grand Hotel који се налазе у центру града. Други велики хотели су Emerald Hotel, Sirius Hotel и Hotel Garden.
Неке од најпосећенијих знаменитости у близини града су Батлавско језеро и Мермерна пећина, које су такође међу најпосећенијим местима у покрајини. У близини Батлавског језера налази се и Уточиште за медведе у Приштини које представља туристичку атракцију. Приштина је одиграла веома важну улогу током Другог светског рата када је била склониште за Јевреје, чија се гробља сада могу посетити.

## Инфраструктура

### Саобраћај
Приштина представља економско и финансијско срце Косова и Метохије, делимично због великог броја становника, модерне инфраструктуре и географског положаја. У последњих неколико година доживела је значајна побољшања и развој који је у великој мери модернизовао и побољшао привреду, инфраструктуру и пре свега ваздушни, железнички и друмски саобраћај.
Приштина је најважнија и најфреквентнија путна раскрсница на Косову и Метохији јер све главне брзе железнице и аутопутеви пролазе кроз град. Већина аутопутева на Косову и Метохији је у великој мери завршена, делимично у изградњи или у процесу планирања. Аутопутем 6 Приштина је повезана са Скопљем, док је аутопут 7 повезује са Драчом и паневропским коридором 10.
Аеродром Приштина је главна капија покрајине, а превози скоро два милиона путника годишње са везама за многе дестинације широм различитих земаља и градова Европе, са најчешћим линијама за Аустрију, Немачку, Швајцарску, као и Словенију, Турску и Уједињено Краљевство.
Приштина је чвориште друмског, железничког и ваздушног саобраћаја. Градски аутобуси, возови и авиони заједно раде на одржавању високог нивоа повезаности међу местима на Косову и Метохији, али и шире. Анализа Саобраћајне полиције показала је да је од 240.000 аутомобила регистрованих на Косову и Метохији, око 100.000 (41%) из области Приштине.
Град има две железничке станице. Железничка станица Приштина се налази западно од центра, док је Железничка станица Косово Поље главно железничко чвориште Косова и Метохије.

### Образовање
Приштина је центар образовања на Косову и Метохији и дом многих државних и приватних основних и средњих школа, факултета, академија и универзитета, који се налазе у различитим деловима града. Универзитет у Приштини је највећи и најстарији универзитет у покрајини, основан у 20. веку. Међутим, због политичких преокрета, дошло је до две неповезане институције које користе исто име. Активности на албанском језику се обављају на првобитној локацији (Универзитет у Приштини), док се Универзитет у Приштини на српском језику привремено преселио у Косовску Митровицу.
Финансије, уметност, новинарство, медицина, стоматологија, фармација, ветеринарски програми и инжењеринг су међу најпопуларнијим областима у којима странци могу да се баве у граду. Ово доводи многе младе студенте из других градова и земаља у Приштину. Град је познат по неколико образовних институција као што су Универзитет у Приштини, РИТ Косово и Академија наука и уметности Косова.
Међу првим познатим школама у граду биле су оне отворене током османског периода. Становницима је било дозвољено да похађају ове школе, од којих су већина биле верске, док је само неколико њих било секуларног типа.
Град има више библиотека, од којих неколико садржи значајне збирке историјских и културних докумената. Најважнија библиотека у погледу збирки историјских докумената је Народна и универзитетска библиотека „Иво Андрић”. Садашња зграда библиотеке свечано је отворена 25. новембра 1982. године као једна од најмодернијих у тадашњој Социјалистичкој Федеративној Републици Југославији.

### Медији
Медије у Приштини чине неке од најважнијих новина, највећих издавачких кућа и најгледанијих телевизијских станица на Косову и Метохији. Такође је средиште ИКТ сектора у покрајини. Скоро све главне медијске организације на Косову и Метохији имају седиште у Приштини. Телевизијска индустрија је значајан послодавац у привреди града, док своја седишта у Приштини имају четири главне радиодифузне мреже на Косову и Метохији: RTV21, Kohavision, Klan Kosova, као и јавни медијски сервис грађана Косова и Метохије — Радио-телевизија Косова (РТК). Све дневне новине у Приштини имају читалачку публику широм покрајине.
Прекретница за медије у Приштини, као и читав простор Косова и Метохије, била је изградња Административне куле Дом штампе која је постала највиша грађевина ове покрајине. Најпознатији недељни лист на Косову и Метохији — Јединство, уз лист Rilindja на албанском и Tan на турском језику, преместио је седиште у Дом штампе.

## Култура
Од периода средњег века, Приштина је оставила значајан траг у српској култури. Као административни центар Косова и Метохије, Приштина је средиште културног и уметничког развоја Срба на Косову и Метохији. Дом је највећих културних институција покрајине, као што су Народно позориште у Приштини и Музеј Косова и Метохије. Народна и универзитетска библиотека „Иво Андрић” има више од 1,8 милиона књига, часописа, мапа, атласа, микрофилмова и других материјала. Газиместан, меморијални комплекс подигнут у знак сећања на јунаке Косовске битке, обилази више хиљада посетилаца током сваког Видовдана, када се организује и манифестација Видовданско песничко бденије које окупља уметнике из читаве српске дијаспоре.
У Приштини ради мноштво страних културних институција, као што су албански Албанолошки институт, француски Алијанс франсез, Британски савет, немачки Гете институт и Фондација Фридрих Еберт. У Приштини је такође основана информативна канцеларија Савета Европе.

### Знаменитости
Од 426 заштићених историјских споменика на Косову и Метохији, 21 се налази у Приштини. Велики број ових споменика долази из византијског и османског доба.
Почевши од 1945. године, власти Југославије су почеле да граде модерну Приштину. Ова модернизација довела је до великих промена у структури зграда, њиховој функцији и околини.
Међутим, сачувани су бројни типови споменика, укључујући четири џамије, обновљену православну цркву, турско купатило, јавну чесму, сахат-кулу, неколико традиционалних кућа, као и грађевине архитектуре под европским утицајем, попут Музеја Косова и Метохије. Ове знаменитости симболизују историјски и културни карактер Приштине, јер су развијене током векова у духу освајачких империја (Римско, Византијско, Османско и Аустроугарско царство).
Библиотека града Приштине, позната под називом „Миладин Поповић”, основана је 1945. године и једна је од највећих библиотека у Србији по броју књига у свом инвентару који износи близу 100.000. Све те књиге су у служби за регистроване читаоце библиотеке.
Дарданска дама и Богиња на трону су артефакти који је пронађени током ископавања 1955. у близини Улпијане, данас предграђа Приштине. Направљени су од глине око 3500. године п. н. е. у неолитском периоду. У Приштини се налази Велики хамам и кућа Емина Ђикуа која је постала Етнографски музеј. Приштина такође има свој Градски архив који је основан 1950-их година и чува сву евиденцију града и региона.

### Музика
Српска музика се сматра веома богатом жанровима и њиховим развојем током времена. Али пре развоја жанрова, кључна тачка је богат фолклор Косова и Метохије, од којих већина нажалост није дигитализована и сачувана у архивама. Значај фолклора огледа се у две главне категорије: сматра се ризницом културног наслеђа Србије и помаже у расветљавању њене историје. Фолклор је такође послужио као инспирација и утицај у многим областима, укључујући композицију музике у наредним генерацијама.
Неки међународно познати извођачи који су рођени или одрастали у Приштини су Рита Ора, Дуа Липа и Ера Истрефи, уз српске извођаче попут Јане и Расте.

### Фестивали
Фестивали и свечани догађаји су једна од ствари које становништво Приштине посећује у великом броју. Упркос генерално малој површини, Приштина има знатан број фестивала и свечаних догађаја. Разноликост фестивала омогућава људима различитих укуса да се нађу у овом граду. Домаћин је само три активна позоришта, од којих је најзначајније Народно позориште, које се налази у центру града, а основано је 1946. Народно позориште је такође највиши рангирани позоришни институт на Косову и Метохији који има највећи број продукција. Приказало је више од 400 представа које је пратило више од три милиона гледалаца.
Филмски фестивал у Приштини приказује значајне међународне филмове произведене на Балкану и шире, али и скреће пажњу на сопствену филмску индустрију. Настао је 2008. године као начин промовисања сопствене културе.
Један од највећих фестивала је Клавирски фестивал Шопен који је основан 2010. године поводом 200. годишњице рођења Фредерика Шопена. Временом је постао традиционални клавирски фестивал који се одржава током пролећа сваке године. Сматра се националним благом. Током првих пет година рада, понудио је интерпретације светски познатих пијаниста као што су Питер Донохо, Јанина Фјалковска, али и локалних уметника. Настоји да промовише уметност интерпретације, као вредност музике.
Фестивал ДАМ један је од најзначајнијих културних догађаја у Приштини. Музички је фестивал који се одржава једном годишње и окупља младе и талентоване домаће и иностране музичаре из целог света. Ради на обогаћивању културне сцене спајањем традиционалног и савременог. Основао га је тадашњи студент уметности, сада познати телевизијски продуцент, музичар, новинар и менаџер Филхармонијског оркестра Косова и Метохије, Дардан Селимај.
У августу 2018. одржан је први Sunny Hill Festival у градском парку Грмија који се од тада одржава сваке године, а организује га певачица Дуа Липа заједно са својим оцем, Дукађином Липом. На фестивалу наступају истакнути међународни и локални извођачи, а сам фестивал је убрзо постао један од симбола града. Сав остварени приход од фестивала намењен је хуманитарној организацији Sunny Hill Foundation.
Формирањем Југославије почело је с развојем културе у Приштини. Сваке године у административном центру Косова и Метохије одржавају се разне врсте манифестација, попут Сајма књига и Параде поноса. Суштина ових манифестација је обично привремена; неке трају само једно поподне, док друге могу трајати око три дана, седмицу или чак дуже. Оне су током година расле по величини и значају. Ове манифестације се организују сваке године и отворене су за посетиоце и јавност. Број излагача и посетилаца је обично веома висок.

### Спорт
Приштина је центар спорта на Косову и Метохији, где су активности организоване на аматерским и професионалним нивоима. Фудбал је најпопуларнији спорт у граду. Представља га ФК Приштина, која игра своје домаће утакмице на Стадиону Фадиљ Вокри. Кошарка је такође један од популарнијих спортова у Приштини, а представља је КК Приштина, која је најуспешнији кошаркашки клуб на Косову и Метохији и део Балканске лиге у кошарци. Суперлиги се касније придружио још један тим из Приштине — РТВ 21.
Улична кошарка је од 2000. године традиционално организовани спортски и културни догађај у Парку природе Грмија. Поред успеха у дворанској кошарци, екипа Че Бара освојила је титулу шампиона државног првенства 2013. Рукомет је такође веома популаран. Представници Приштине признати су на међународном нивоу и играју међународне утакмице.

## Политика
Град Приштина обухвата 46 насељених места, док је средиште градско насеље Приштина. Скупштина града Приштине је највиши орган града, који врши функцију локалне власти, одређено Законом о локалној самоуправи и Статутом града. Скупштину чини 51 одборник. Надлежности и одговорности града врше Скупштина града и градоначелник, сем ако је предвиђено другачије. Одборници се бирају на директан начин, у складу са законским одредбама за локалне изборе, те сви имају иста права и могућности за присуствовање у процесима Скупштине.
Као административни центар Косова и Метохије, Приштина игра кључну улогу у обликовању политичког и економског живота покрајине. Након рата на Косову и Метохији и успостављања УНМИК-а, у Приштини су формиране привремене институције самоуправе које чине председник, Скупштина, Влада на челу са председником владе, као и сопствени правосудни систем.
Косово и Метохија је аутономна покрајина у саставу Републике Србије и на основу Резолуције Савета безбедности Уједињених нација 1244 од 10. јуна 1999. године налази се под привременом цивилном и војном управом Уједињених нација (УНМИК). Држава Србија, упркос томе што су привремене институције самоуправе у Приштини једнострано, противно основним принципима међународног права, прогласиле независност 17. фебруара 2008. године, води дипломатску и правну борбу за очување Косова и Метохије у свом саставу.
Дијалог Београда и Приштине о темама од значаја за живот Срба и осталог неалбанског становништва на Косову и Метохији започели су у марту 2011. године у Бриселу, уз посредовање Европске уније. Дијалог је 2012. године подигнут на политички ниво, уз учешће председника владе Републике Србије и председника владе Републике Косово.

## Познате личности
Неки од најпознатијих Приштеваца су:
- Ђурађ Бранковић (1377—1456); српски деспот
- Сава Петровић Грмија (1882—1914); српски официр и четнички војвода
- Хајдар Души (1916—1944); народни херој Југославије и Албаније
- Зоран Радосављевић (1965—1999); српски мајор и пилот
- Дени Авдија (2001); израелски и српски кошаркаш
- Драган Томић (1936—2022); српски политичар
- Раста (1989); српски певач, композитор и продуцент
- Јана (1974); српска фолк певачица
- Рита Ора (1990); британска певачица, текстописац и глумица
- Енвер Петровци (1954); југословенски и албански глумац
- Горан Ђоровић (1971); југословенски и српски фудбалер
- Зуфер Авдија (1959); југословенски и српски кошаркаш
- Марко Симоновић (1986); српски кошаркаш
- Кенан Сипахи (1995); турски кошаркаш
- Милена Рашић (1990); српска одбојкашица

## Партнерски градови
- Анкара (Турска)[133]
- Бурса (Турска)[134]
- Де Мојн (САД)[135]
- Загреб (Хрватска)[136]
- Карачи (Пакистан)[137]
- Намир (Белгија)[138]